# تاریخچه جستجوی گوگل
تاریخچه جستجوی گوگل: جستجوی گوگل، ارائه شده توسط گوگل، با بیش از چهار میلیارد جستجو در روز، پرکاربردترین موتور جستجو در شبکه جهانی وب تا سال ۲۰۱۴ است. این صفحه رویدادهای کلیدی در تاریخچه سرویس جستجوی گوگل را پوشش می‌دهد.
برای تاریخچه شرکت گوگل، از جمله تمام محصولات، خریدها و تغییرات شرکتی گوگل، به صفحه تاریخچه گوگل مراجعه کنید.

## نگاه کلی
| بازه زمانی       | توسعه. |
| ---------------- | --- |
| ۱۹۹۶–۱۹۹۷        | توسعه فناوری پایه، راه اندازی موتور جستجو، پیوست‌هایی مانند جیمیل و کلاس درس بعداً ارائه می‌شود. |
| ۲۰۰۰             | بین‌المللی‌سازی: جستجو به ۱۳ زبان جدید راه اندازی شد. |
| ۲۰۰۱–۲۰۰۴        | گوگل دسته‌های جستجوی جدیدی مانند Google News، گوگل بوکز و گوگل اسکالر را راه‌اندازی می‌کند. |
| ۲۰۰۲ به بعد      | آغاز به‌روزرسانی‌های الگوریتم جستجو به صراحت اعلام شده‌است. |
| ۲۰۰۸–۲۰۱۰        | تجربه جستجوی سریع‌تر برای کاربر: پیشنهاد گوگل (راه‌اندازی آزمایشی ۲۰۰۴، ادغام در موتور جستجوی اصلی ۲۰۰۸)، گوگل اینستنت (۲۰۱۰) |
| ۲۰۰۵، ۲۰۰۹، ۲۰۱۲ | گوگل شروع به استفاده از تاریخچه‌های وب برای کمک به جستجوها می‌کند (۲۰۰۵)، به‌طور تجربی جستجوی اجتماعی را راه اندازی می‌کند (۲۰۰۹)، و جستجو در دنیای شما (۲۰۱۲) را راه اندازی می‌کند. |
| ۲۰۰۹–۲۰۱۰        | به‌روزرسانی کافئین برای فهرست‌بندی سریع‌تر وب و نتایج جستجوی تازه‌تر و مرتبط‌تر. |
| ۲۰۱۱–۲۰۱۴        | گوگل پاندا (به‌روزرسانی برخی از بخش‌های الگوریتم جستجوی گوگل) در سال ۲۰۱۱ منتشر شد و به‌روزرسانی‌های اعلام‌شده تا سپتامبر ۲۰۱۴ ادامه دارد (پاندا ۴٫۱). اهداف بیان شده شامل سرکوب هرزنامه‌ها، مزارع محتوا، خرابکارها و وب سایت‌هایی با نسبت تبلیغات به محتوا بالا است.                         |
| ۲۰۱۲–۲۰۱۴        | گوگل پنگوئن (به روز رسانی برخی از بخش‌های الگوریتم جستجوی گوگل) در سال ۲۰۱۲ با هدف تمرکز بر هرزنامه وب منتشر شد. آخرین به روز رسانی نامگذاری شده در اکتبر ۲۰۱۴ است. از دسامبر ۲۰۱۴، پنگوئن به به روز رسانی مداوم (Penguin Everflux) حرکت می‌کند.                                         |
| ۲۰۱۲ به بعد      | گوگل نمودار دانش گوگل را در نتایج جستجوی خود ادغام می‌کند. |
| ۲۰۱۳             | گوگل پروژه مرغ مگس‌خوار گوگل را منتشر می‌کند، به‌روزرسانی‌ای که ممکن است جستجوی معنایی را در آینده فعال کند و بهتر با نمودار دانش ادغام شود. |
| ۲۰۱۴ به بعد      | گوگل یک به روز رسانی بزرگ در الگوریتم خود برای جستجوی محلی انجام می‌دهد. به‌روزرسانی نام کبوتر گوگل را دریافت می‌کند. |
| ۲۰۱۵ به بعد      | گوگل در ماه ژانویه به مدیران وب‌سایت‌ها در مورد مشکلات استفاده از تلفن همراه هشدار می‌دهد و به‌روزرسانی بزرگی را برای الگوریتم جستجوی خود اعلام می‌کند که از ۲۱ آوریل ۲۰۱۵ آغاز می‌شود و سایت‌های غیردوستانه برای موبایل را برای جستجوهای وب در دستگاه‌های تلفن همراه به شدت کاهش می‌دهد.       |
| آوریل ۲۰۱۹       | در اوایل آوریل ۲۰۱۹، یک باگ بزرگ در فهرست‌زدایی گزارش شد که صفحات را از فهرست خارج می‌کند. گوگل در ۱۱ آوریل ۲۰۱۹ نوشت: "مشکل نمایه سازی اکنون به طور کامل حل شده‌است. از اینکه به زحمت افتادید پوزش می‌خواهیم. ما از شکیبایی شما قدردانی می‌کنیم زیرا ما عملکرد عادی خود را بازیابی کردیم." |